# The Eternal Afflict
The Eternal Afflict ist ein Musikprojekt aus Essen, das 1989 gegründet wurde.

## Geschichte

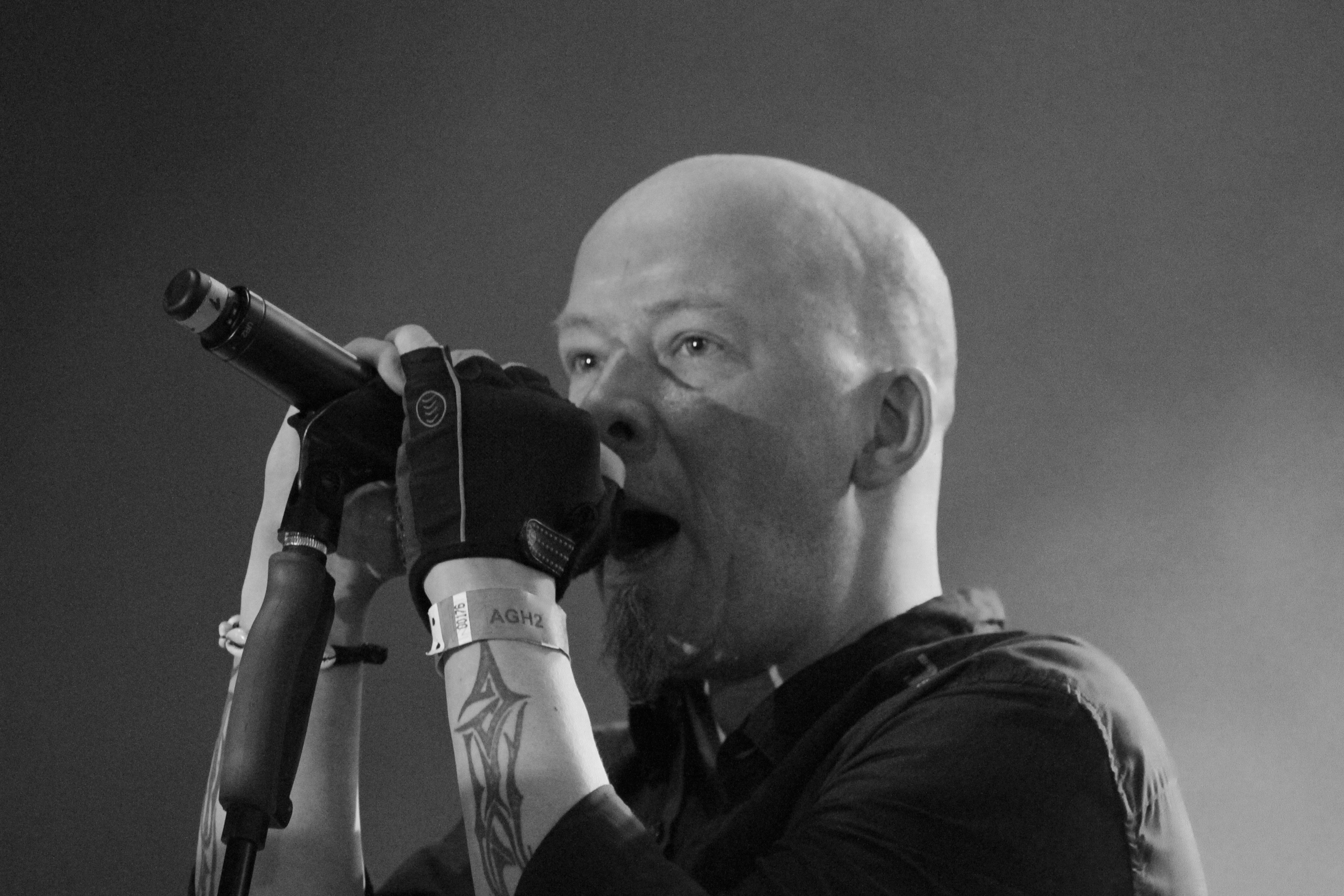
André Kampman (2014)

Beeinflusst durch Gruppen wie Christian Death, Bauhaus oder Virgin Prunes formierten sich 1989 The Eternal Afflict. Mark suchte für ein neues Projekt einen Sänger und fand ihn in Cyan. Zuvor noch unter dem Namen Romantic Affliction, veröffentlichten sie drei Demo-Tapes.
Im Jahr 1991 erschien das Debütalbum Atroci(-me)ty, 1992 gefolgt von der EP (Luminographic) Agony. Auf beiden erhältlich ist der bekannteste und beliebteste Track: San Diego, der auch heute noch in den Clubs gespielt wird.
1994 war ein dunkles Jahr für die Band, da sich Mark und Cyan aufgrund von Unstimmigkeiten zum Album War und infolge unterschiedlicher Weltanschauungen entschieden, die Band aufzulösen. Nennenswerte Projekte nach der Trennung: Cyan Kills E.Coli und Inside, wo sie teilweise zusammenarbeiteten.
Vier Jahre später 1998 wurde die Retrospective-Collection Nothing Meant Forever veröffentlicht, als ein kleiner Hinweis darauf, dass The Eternal Afflict nicht für immer aus dem Rampenlicht verschwunden seien. Die Band gab in diesem Jahr auch das erste Konzert nach der Trennung auf dem 4. Woodstage Summer Open Air in Glauchau.
2001 entschieden sich Cyan, Mark und Winus, ein weiteres Album aufzunehmen. Einfach nur, um zu sehen, ob die Zusammenarbeit funktioniert. Zudem schaffte es keiner, tatsächlich einen Schlussstrich unter The Eternal Afflict zu ziehen.
Für das Album Katharsis ließen sie sich etwas Zeit und veröffentlichten es erst 2003, ebenso wie die CDM Godless zum Wave-Gotik-Treffen, wo sie ebenfalls auftraten. In der Zwischenzeit spielten sie einige Konzerte in Deutschland und in Belgien. Ein Jahr später wurde die CDM Black Heritage veröffentlicht, eine rocklastige Veröffentlichung, die nicht nur für positive Überraschungen bei den Fans sorgte. Ansonsten war 2004 ein recht ruhiges Jahr für The Eternal Afflict.
2005 erschien das Album Euphoric & Demonic, das alte Elemente aufgriff, sich allerdings auch Techno-Einflüssen nicht verwehrte.
2006 wurde das Best-Of-Album R(e)alict or Requiem auf dem Label Dark Dimensions veröffentlicht.
2009 wurde in Zusammenarbeit mit der Band Qntal der Szenehit „San Diego“ in einer neu arrangierten Version als „San Diego 2K9“ veröffentlicht. Neben verschiedenen Remixen des Titeltracks u. a. von Project Pitchfork, Die Krupps, Noisuf-X und weiteren Bands aus dem Elektro-Umfeld, beinhaltet die EP auch eine remasterte Version von „(Luminographic) Agony“ sowie 2 Live-Videos aus dem Jahr 2005.
Im Laufe des Jahres 2014 veröffentlichten T.E.A. eine Trilogie (2 EPs, 1 Album), die sich mit dem Leben an sich und dessen einzelnen Facetten auseinandersetzt.

## Stil
Der Stil von The Eternal Afflict pendelte bis zur Auflösung im Jahre 1994 im Dark-Wave- und Electro-Wave-Umfeld. Mit dem späteren Band-Revival änderte sich auch der Sound, es traten verstärkt Elektro-, Techno- und Rock-Elemente hinzu.

## Diskografie
- 1989: Swelling Sickness (MC; als Romantic Affliction)
- 1989: ...We Are Holy (MC; als Romantic Affliction)
- 1990: Birth (...A Place Somewhere Else) (MC; als Romantic Affliction)
- 1990: Sexual Decay (MC)
- 1991: Atroci(-me)ty (LP / CD)
- 1992: (Luminographic) Agony (MLP / EP)
- 1992: Trauma Rouge (LP / CD)
- 1993: In Times Like These... (MC)
- 1993: Jahweh Koresh (CDS)
- 1994: Childhood (CDM)
- 1994: War (CD)
- 1998: Nothing Meant Forever (CD)
- 2003: Godless (CDM)
- 2003: Katharsis (CD)
- 2004: Black Heritage (CDM)
- 2005: Euphoric & Demonic (DCD / CD)
- 2006: R(e)alict or Requiem (DCD / CD)
- 2009: San Diego 2K9/(Luminographic) Agony (remastered) (EP; feat. Qntal)
- 2009: ION (CD)
- 2014: Perish! (EP)